# Tsageri (plaats)
Tsageri (Georgisch: ცაგერი) is een plaats in het westen van Georgië met ruim duizend inwoners (2024), gelegen in de regio Ratsja-Letsjchoemi en Kvemo Svaneti. Het is het bestuurlijk centrum van de gelijknamige gemeente en is de kleinste plaats in Georgië met stadsrechten. Tsageri is gesitueerd op der rechteroever van de rivier Tschenistskali en ligt ruim 40 kilometer ten noorden van de stad Koetaisi en hemelsbreed bijna 200 kilometer ten noordwesten van Tbilisi. Het is de zetel van de regionale eparchie Tsageri en Lentechi.

## Geschiedenis
Tsageri is door de eeuwen heen onder verschillende prinsen- en vorstendommen gevallen. Na het uiteenvallen van het Koninkrijk Georgië in de 15e eeuw behoorde het gebied rond Tsageri (Letsjchoemi, eerder ook Takveri genoemd) tot het Koninkrijk Imeretië. Het werd feitelijk onafhankelijk onder de lokale aristocratische familie Tsjikovani tot deze in 1714 familiebanden aanging met het huis van Dadiani van het prinsdom Mingrelië.
Met de annexatie van Mingrelië in 19e eeuw door het Russische Rijk werd Tsageri het administratief centrum van de provincie (oejezd) Letsjchoemi in het Gouvernement Koetais. In de Sovjet-Unie werd de stadsstatus ontnomen en werd Tsageri een zogeheten 'nederzetting met stedelijk karakter' om in 1968 de stadsstatus terug te krijgen. Tsageri is daarmee de kleinste 'stad' in Georgië. De plaats bleef het administratieve centrum van de verschillende opvolgende bestuurlijke eenheden, en is dat sinds 2006 van de gemeente Tsageri.

### Moeristsiche
De locatie van Tsageri aan de uitgang van de rivier Tschenistskali uit een smalle kloof was strategisch belangrijk. Hier is dan ook het ooit belangrijke middeleeuwse fort Moeristsiche op een klif boven de rivier te vinden. In het fort zat de christelijke theoloog Maximus Confessor (580-662) in ballingschap en overleed er ook.
Aan de voet van de klif onder het fort Moeristsiche staat een klooster gewijd aan Maximus waar hij begraven is. Het fort speelde tot 1867 eeuwenlang een belangrijke rol in het verdedigen van Takveri tegen invallen van onder andere de Ottomanen en was een belangrijk politiek-cultureel centrum voor de regio.
Sinds het middeleeuwse Georgië is Tsageri de zetel van de regionale eparchie Tsageri en Lentechi van de Georgisch-Orthodoxe Kerk. De oude koepelkerk in Tsageri is in de 19e eeuw geheel verbouwd waardoor de originele fresco's zijn vernietigd.

## Geografie

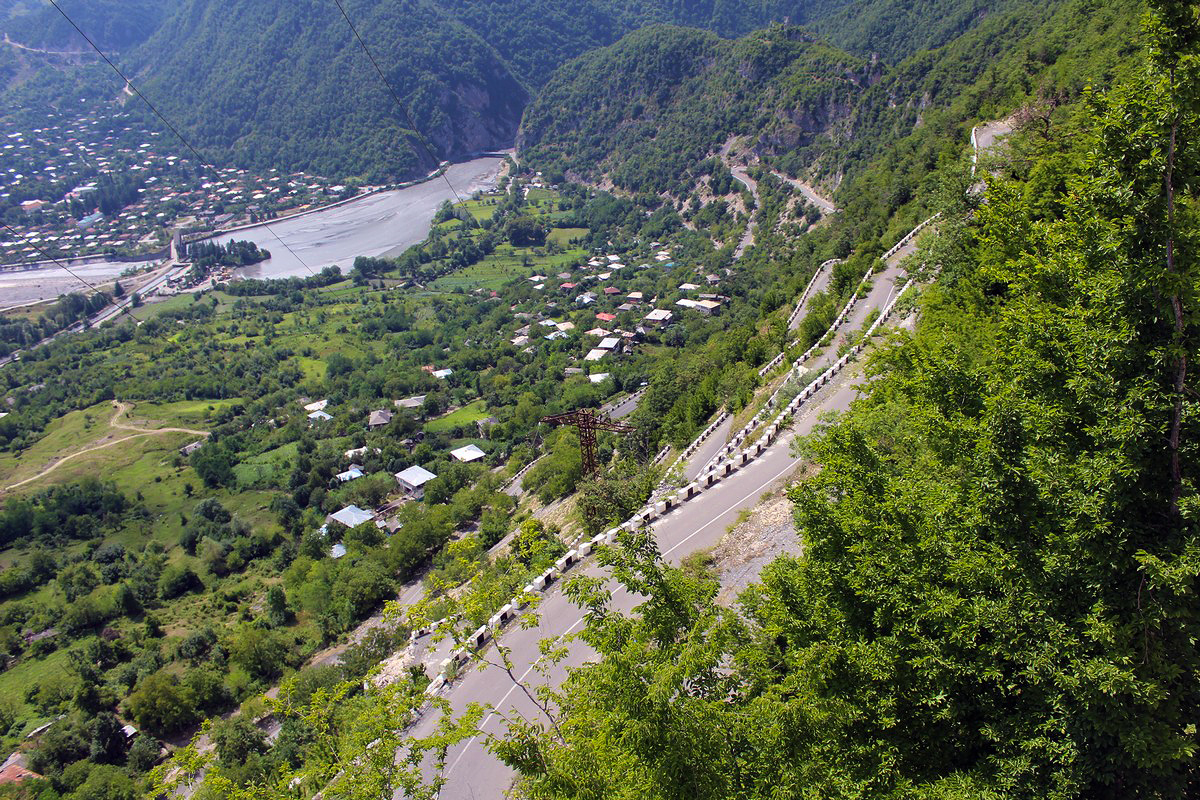
Afdaling naar Tsageri

Tsageri bevindt zich op ongeveer 475 meter boven de zeespiegel, op de rechteroever van de rivier de Tschenistskali, aan de zuidkant van een nauwe kloof waar de Tschenistskali uit de gemeente Lentechi (Neder-Svanetië) stroomt.
Tsageri ligt aan de kop van een bredere riviervallei van ongeveer 10 kilometer lang en is daarmee de zuidpoort van Svanetië. Aan de westkant van Tsageri ligt het uiteinde van het Egrisigebergte, aan de oostkant dat van het Letsjchoemigebergte. In de directe omgeving rond Tsageri reiken de bergen tot ruim 2.000 meter boven zeeniveau. De 2.950 meter hoge Saneria is op 10 kilometer de dichtstbijzijnde prominente berg in het Egrisigebergte.

## Demografie
Begin 2024 had Tsageri 1.028 inwoners, een daling van ruim 17% ten opzichte van de volkstelling in 2014. Tsageri is mono-etnisch Georgisch. In de jaren 1960 verdubbelde het aantal inwoners van Tsageri tijdelijk toen waterkrachtcentrales in de rivieren Tschenistskali en Ladzjanoeri werden gebouwd. Tsageri deed dienst als logistiek centrum en woonplaats voor de bouwers van beide projecten.
| Aantal                                                           | 687 | 1.575 | 1.856 | 1.831 | 4.709 | 2.081 | 2.081 | 1.359 | 1.961 | 1.320 | 1.173 | 1.028 |
| Verantwoording data: Bevolkingsstatistiek Georgië 1897 tot heden |     |       |       |       |       |       |       |       |       |       |       |       |

## Bezienswaardigheden

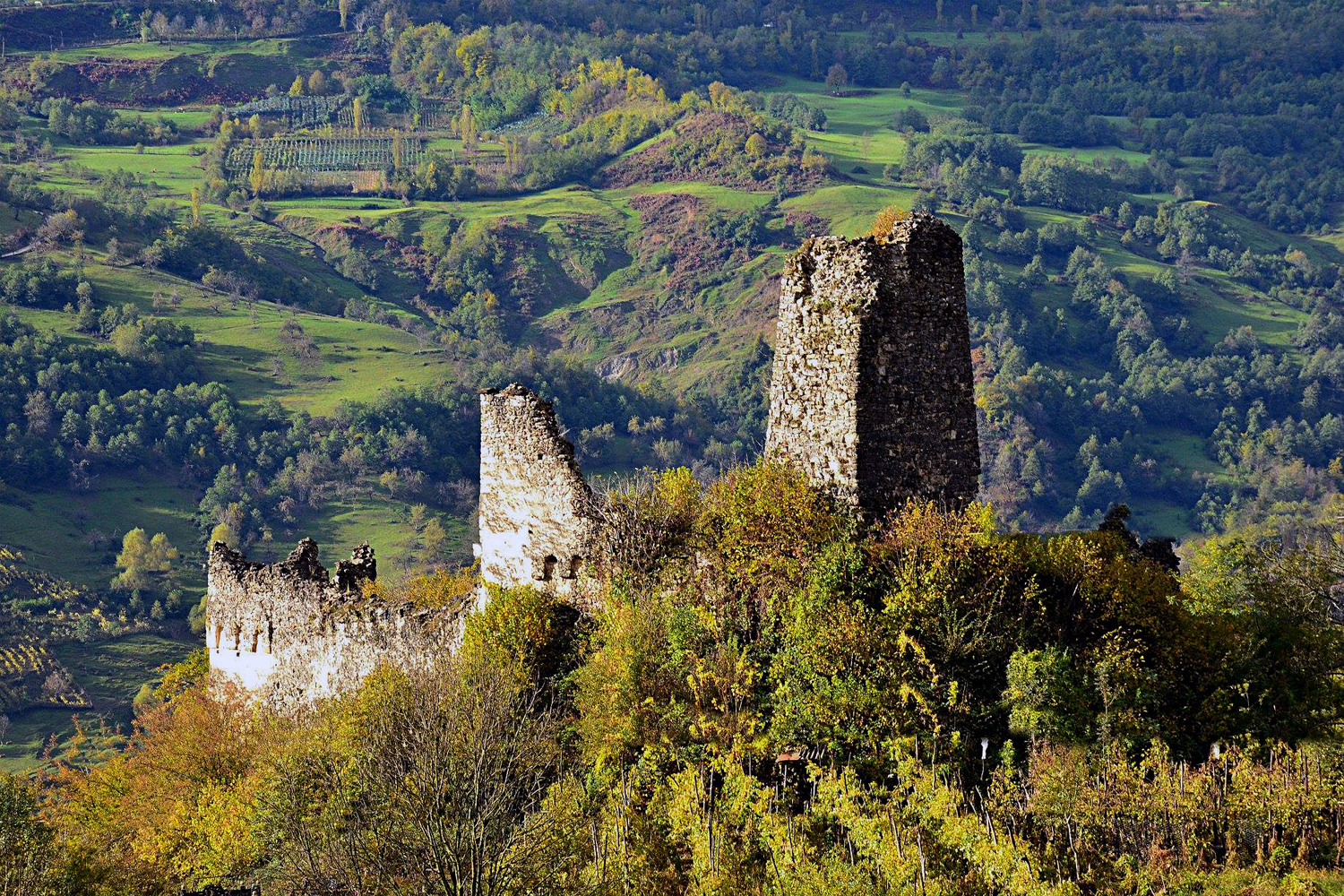
Moeristsiche

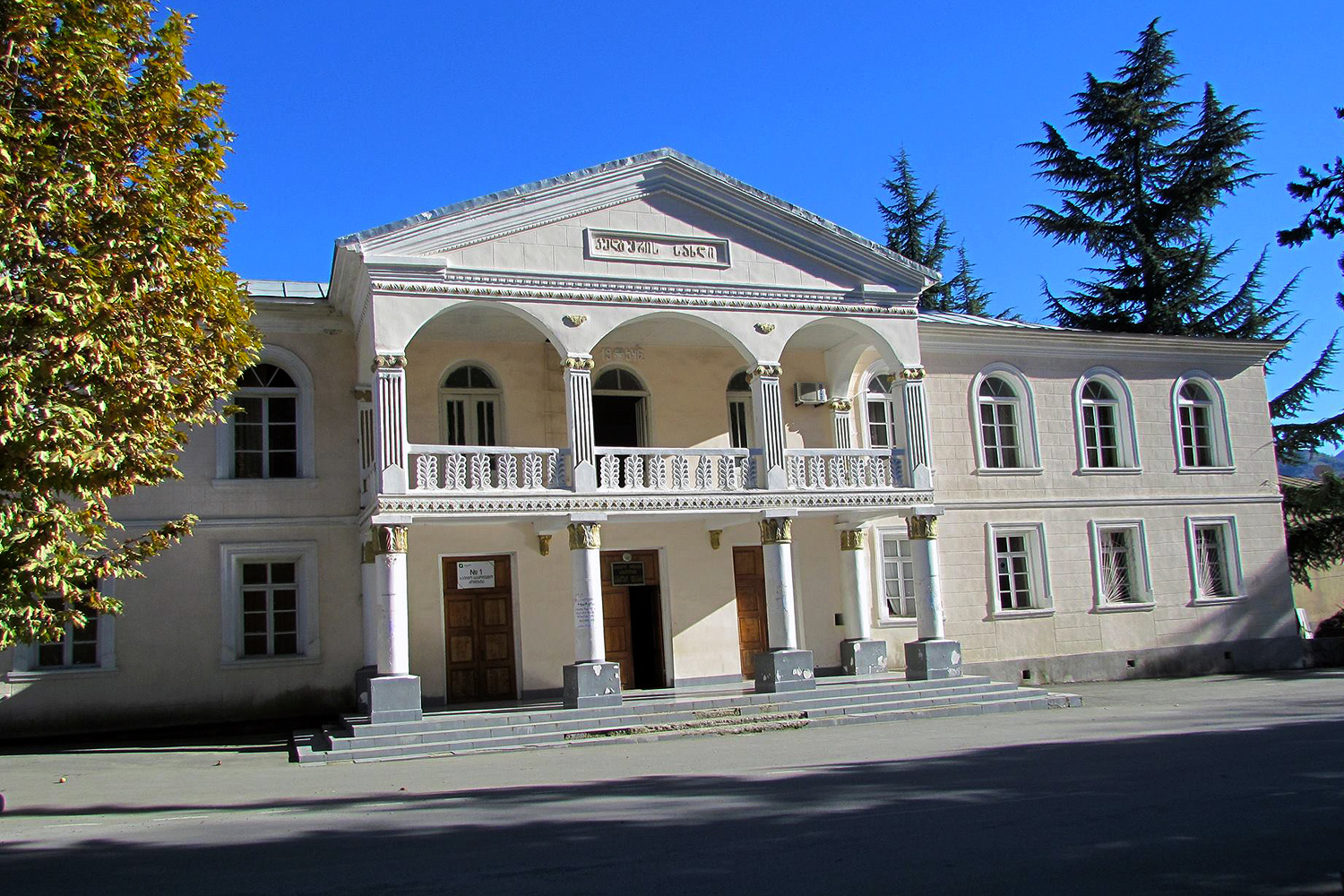
Huis van Cultuur (1954)

In Tsageri en de directe nabijheid zijn enkele bezienswaardigheden:
- Varlam Macharoblidze Tsageri Historisch Museum, een plaatselijk museum dat sinds 1937 bestaat. Hier zijn enkele duizenden archeologische voorwerpen tentoongesteld die zijn opgegraven in Neder-Svanetië en Letsjchoemi.[12]
- Fort Moeristsiche, een middeleeuws fort op een strategische klif. De ruïnes zijn beschermd erfgoed.[13]
- Klooster Maximus Confessor waar zijn graf ligt.[14]

## Vervoer
Tsageri is via de nationale route Sh15 verbonden met Koetaisi en Lentechi. De nationale route Sh18 verbindt Tsageri met regiohoofdstad Ambrolaoeri en Oni, de andere centra van de regio Ratsja-Letsjchoemi en Kvemo Svaneti. Het dichtstbijzijnde spoorwegstation is in Tskaltoebo, op ruim 50 kilometer afstand. Bij de regionale hoofdstad Ambrolaoeri is een regionaal vliegveld, waarvandaan naar Tbilisi (Vliegveld Natachtari) gevlogen kan worden. 